# ويليام أو. فاربر
ويليام أو. فاربر (بالإنجليزية: William O. Farber)‏ هو عالم سياسة وأستاذ جامعي أمريكي، ولد في 4 يوليو 1910 في جينيسيو في الولايات المتحدة، وتوفي في 24 مارس 2007 في فيرمليون في الولايات المتحدة.